# Tsheävraskattu
Tsheävraskattu är en kulle i Finland.   Den ligger i den ekonomiska regionen Norra Lappland och landskapet Lappland, i den norra delen av landet, 1 000 km norr om huvudstaden Helsingfors. Toppen på Tsheävraskattu är 320 meter över havet.
Terrängen runt Tsheävraskattu är huvudsakligen platt, men åt nordost är den kuperad. Terrängen runt Tsheävraskattu sluttar söderut.  Trakten runt Tsheävraskattu är nära nog obefolkad, med mindre än två invånare per kvadratkilometer. Det finns inga samhällen i närheten. 